# 特里尼奥河畔切伦扎
特里尼奥河畔切伦扎是意大利阿布鲁佐大区基耶蒂省的一个镇。